# Перелом плюсневых костей

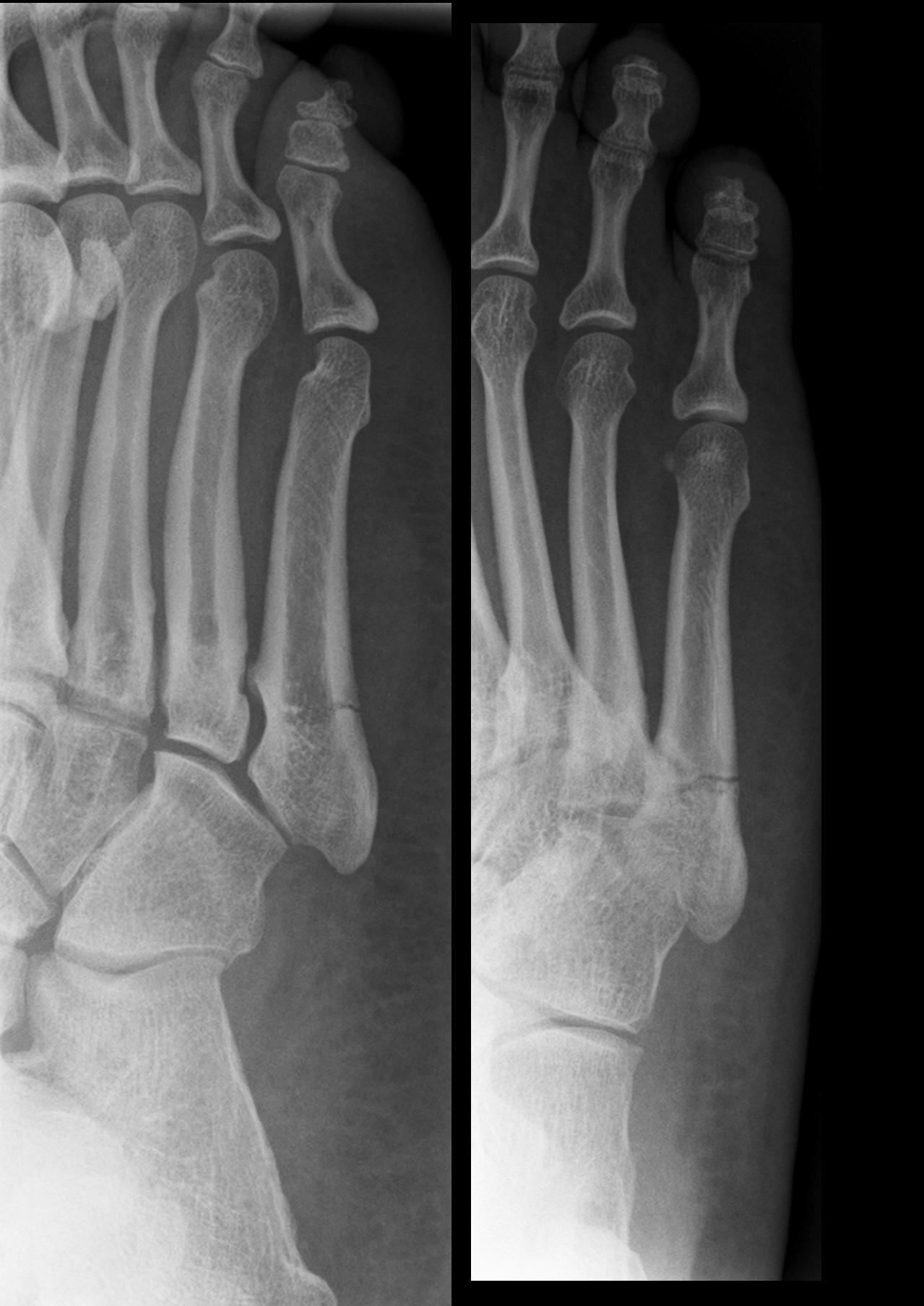
Перелом на рентгене

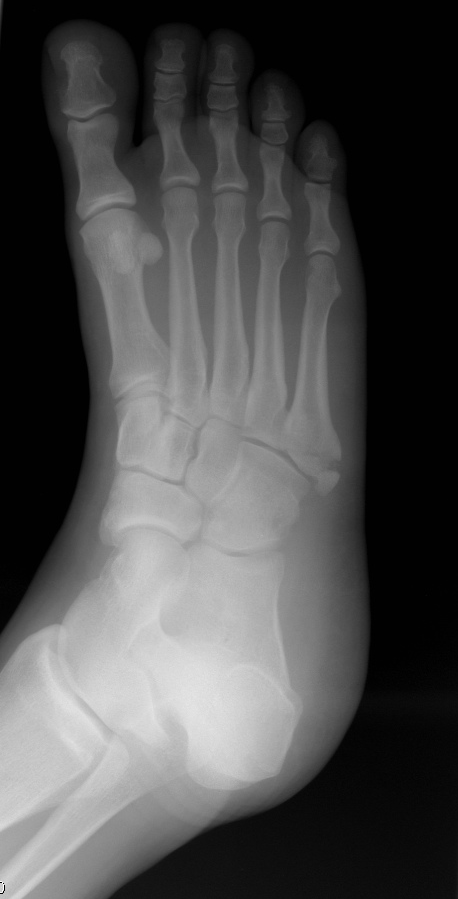
Рентген перелома, на котором кость сломана в трех местах

Перелом плюсневых костей — перелом плюсневой кости стопы. Перелом часто располагается в средней части стопы. Пациенты с переломом испытывают боль в этой области, отек и трудности при ходьбе. Отдельный тип перелома пятой плюсневой кости был впервые описан британским хирургом-ортопедом Робертом Джонсоном в работе «Annals of Surgery»(Анналы хирургии) 1902 года.

## Диагностика
Пациента с данным переломом могут подозревать на растяжения связок.
Диагноз ставится после рентгеновского исследования. Для большей точности диагноза рентген делают с разных углов и положений.

## Лечение
Если перелом незначителен, то можно обойтись наложением шины (гипса) и покоем (отсутствием нагрузки) в течение четырёх—восьми недель. Таких переломов примерно три четверти от общего числа. В случае острого разрушения нужна внутренняя фиксация с помощью винтов.
Другими методами лечения обычно являются рекомендации увеличения потребления витамина D и кальция.

## Прогноз
Перелом может перейти в хроническое заболевание. В таком случае пациенту рекомендуется провести в гипсе больше времени, до двадцати недель.